# Правич (водоспад)
Пра́вич — водоспад в Українських Карпатах, у Калуському районі Івано-Франківської області, на південь від села Мислівка.
Розташований на потоці Багонка (ліва притока Свічі), в урочищі Правич, що в масиві Горгани. Загальна висота перепаду води — понад 3 м. Водоспад утворився в місці, де потік перетинає скельний масив флішового типу. Водоспад легкодоступний — розташований біля дороги.

## Світлини та відео

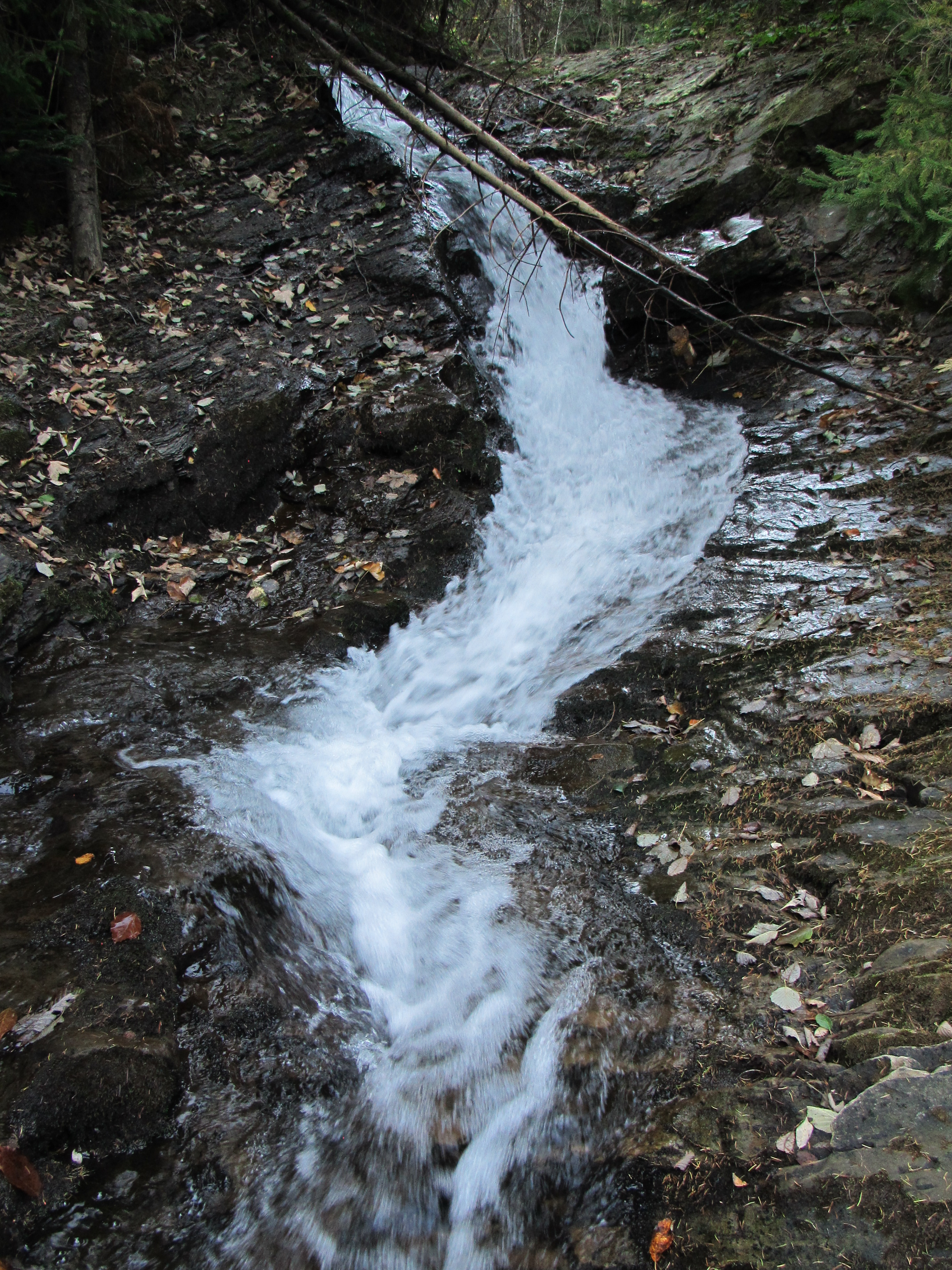
Водоспад восени
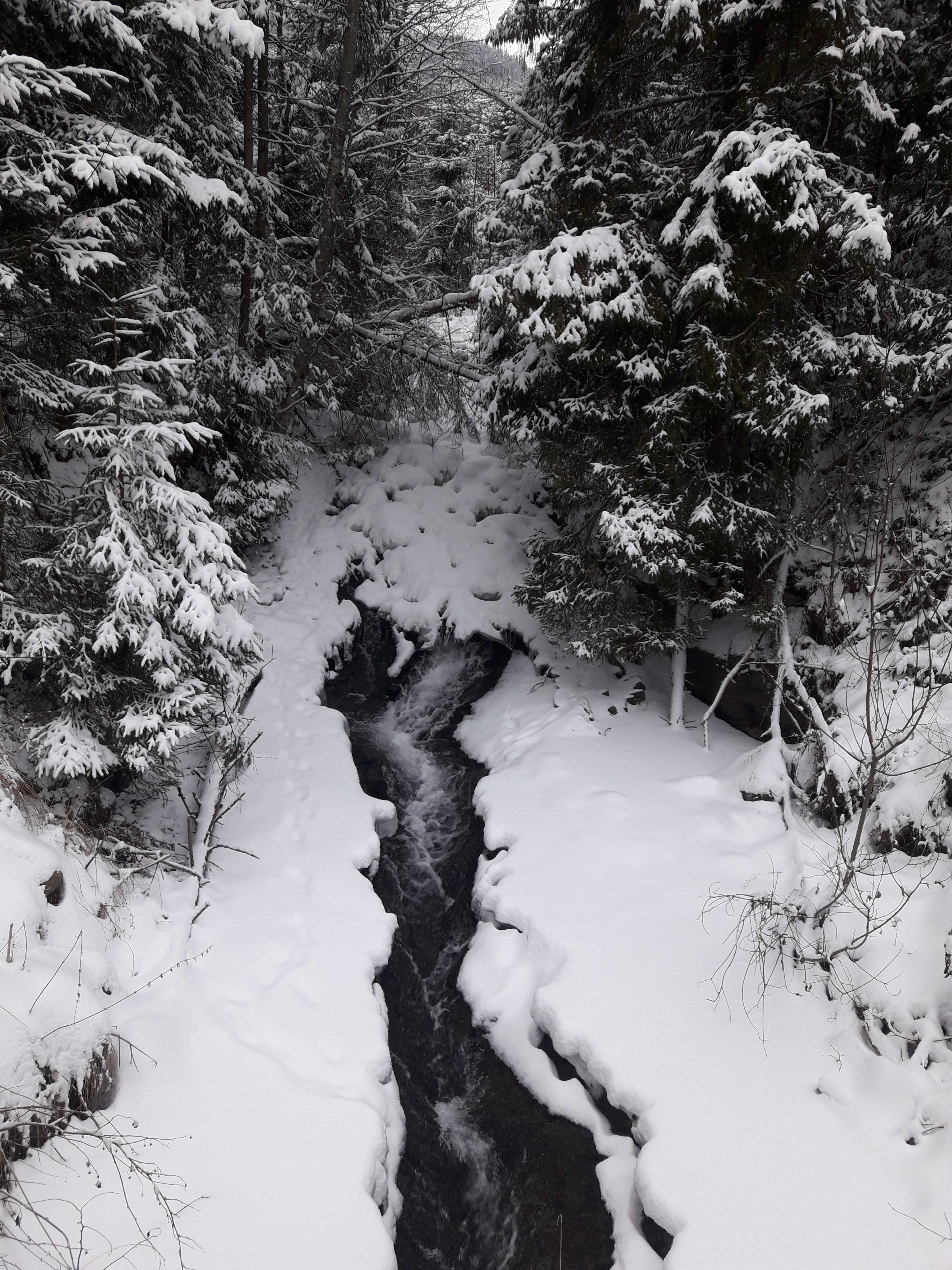
Водоспад взимку
- Відео водоспаду